# Антон (король Саксонії)
Антон I Прихильний (нім. Anton der Gütige; нар. 27 грудня 1755 — пом. 6 червня 1836 року) — 2-й король Саксонії в 1827—1836 роках. Повне ім'я Антон Клеменс Теодор Марія Йосиф Йоганн-Євангеліста Йоганн-Непомук Франц Ксавер Алоїз Януарій.

## Життєпис

### Саксонський принц
Походив з Альбертинської лінії Веттінів. Третій син Фрідріха Крістіана I, курфюрста Саксонії, та Марії Антонії (доньки Карла VII Вітельсбаха, імператора Священної Римської імперії). Народився 1755 року в Дрездені. Виховувався в католицькому дусі. Після смерті батька у 1763 році не отримав якихось володінь. Також не допускався до керування державою. Тому зосередився на вивченні генеалогії, також захоплювався музикою.
1781 року оженився на представниці Савойського дому. 1782 року дружина померла від віспи. 1787 року пошлюбив представницю Тосканських Габсбургів. 1806 року стає офіційним спадкоємцем Саксонського королівства.

### Король
Після смерті брата Фрідріха Августа I 1827 року став королем Саксонії. З боку Пруссії йому було запропоновано обміняти королівство на Прусський Рейнланд, проте Антон відмовився.
1830 року під впливом Липневої революції у Франції почалися заворушення в Лейпцигу і Дрездені. Тому Антон I спочатку зробив свого небожа Фрідріх Август (сина брата Максиміліана) принцом-співрегентом. Після нового спалаху заворушень погодився прийняти нову конституцію, що сталося 4 вересня 1831 року. Саксонія стала конституційною монархією, отримала законодавчу владу (двопалатний ландтаг) та відповідальний перед ландтагом уряд.
1833 року погодився на вступ Саксонії до Німецького митного союзу, що сприяло розвитку торгівлі, промисловості та транспорту.
Помер 1836 року. Йому спадкував небіж Фрідріх Август II.

## Родина
1. Дружина — Марія Кароліна, донька Віктора Амадея III Савойського, короля Сардинії.
Дітей не було.
2. Дружина — Марія Терезія, донька Леопольда II Габсбурга, імператора Священної Римської імперії.
Діти:
- Марія Людовіка (1795—1796)
- Фрідріх Август (1796)
- Марія Йоганна (1798—1799)
- Марія Терезія (1799)